# Ernst Ruska
Ernst Ruska (Heidelberg, 25. prosinca 1906. – Berlin, 27. svibnja 1988.), njemački fizičar. Studirao je elektrotehniku na Tehničkom sveučilištu München (1925. – 1927.), a potom u Berlinu. Godine 1931. konstruirao je prvu magnetsku leću za fokusiranje snopa elektrona (kvadrupol). Koristeći niz takvih leća izumio je elektronski mikroskop (1933.). Od 1937. radio je kao inženjer istraživač u tvrtki Siemens-Rainiger-Werke AG te je pod njegovim vodstvom bio konstruiran prvi tržišni elektronski mikroskop (1939.). Od 1957. do umirovljenja 1974. bio je direktor Instituta za elektronsku mikroskopiju. Bio je i dugogodišnji profesor Tehničkoga sveučilišta Zapadnog Berlina (1949. – 1971.). Dobitnik je polovine Nobelove nagrade za fiziku 1986. za izum elektronskoga mikroskopa (drugu polovinu podijelili su Heinrich Rohrer i Gerd Binnig).

## Elektronski mikroskop
Elektronski mikroskop je uređaj kojim se, s pomoću uskog snopa elektrona, dobiva uvid u mikrostrukturu promatranog uzorka, uz golemo povećanje. Najviše su u upotrebi transmisijski i rasterski elektronski mikroskopi.

### Transmisijski elektronski mikroskop
Transmisijski elektronski mikroskop rabi se za promatranje uzoraka koji su za elektrone propusni, pa zato debljina uzoraka rijetko može biti veća od 1 μm. Po građi je sličan optičkomu mikroskopu, ali radi u uvjetima visokoga vakuuma. Kao izvor elektronskoga snopa služi elektronski top. Njega čini katoda, obično volframska nit, koja zagrijavanjem emitira elektrone (termionska emisija), Wehneltov cilindar za fokusiranje elektronskoga snopa te anoda s velikom razlikom potencijala prema katodi. Zbog te se razlike elektroni snažno ubrzavaju i njihov se snop prvom elektronskom lećom, koja ima ulogu kondenzora, usmjerava na uzorak (elektronska optika). Prolaskom kroz uzorak elektroni se u susretu s atomima raspršuju razmjerno debljini i gustoći područja na koje nailaze. Preostali, neraspršeni elektroni čine elektronsku sliku uzorka, koja se povećava sustavom elektronskih leća (leća objektiva, međuleća, projektorska leća). Konačna slika nastaje na fluorescentnom zaslonu, a njezini tamni dijelovi odgovaraju debljim i gušćim područjima uzorka. Kvaliteta slike ovisi o vrsti kontrasta, koji može biti ogibni ili fazni. U ogibnome kontrastu postoje slike svijetlog i tamnog polja, koje imaju inverzan kontrast, a povezane su s ogibnom slikom istog područja promatranoga na mikrografiji. Iz ogibne se slike prepoznaje simetrija promatranog uzorka, a smjerovi iz ogibne slike izravno se prenose u elektronsku sliku svijetloga polja, tamnog polja ili u sliku visokog razlučivanja koja se temelji na faznome kontrastu. Na temelju ogibne slike moguće je odrediti kristalnu strukturu. Međutim, kvantitativna informacija o mikrostrukturi materijala može se dobiti detaljnom korelacijom ogibne i elektronske slike. Ogibni kontrast oslikava detalje veće od 1,5 nm, a fazni kontrast daje razlučivanje na razini atoma. Kako elektronski snop putuje u vakuumu, posebni uređaji omogućuju izmjenu uzoraka bez prisutnosti zraka.
Transmisijski elektronski mikroskop svojim velikim korisnim povećanjem i sposobnošću razlučivanja znatno nadmašuje mogućnosti optičkoga mikroskopa, jer je valna duljina elektronskoga zračenja mnogo manja od valne duljine svjetlosti. Naime, maksimalna razlučivost mikroskopa (najmanja udaljenost dviju točaka na kojoj ih je moguće razlikovati) ograničena je valnom duljinom zračenja koje prolazi kroz uzorak, a odabirom zračenja manjih valnih duljina postiže se bolja razlučivost. Današnja se granica razlučivanja najsnažnijih transmisijskih elektronskih mikroskopa približava iznosu od 0,1 nm uz povećanje slike od 1,5 milijuna puta, a to je dovoljno za istraživanje molekularne strukture, pa i za raspoznavanje atoma u kristalima.

### Rasterski elektronski mikroskop
Rasterski elektronski mikroskop služi za proučavanje reljefa površine uzoraka, koji mogu biti i masivni, za elektrone nepropusni, a njime se može vrlo dobro oslikati trodimenzionalnost uzorka. Sustavom elektronskih kondenzorskih leća elektroni se fokusiraju (žarište) u vrlo uzak snop, koji se otklonskim elektronskim lećama usmjerava na površinu uzorka i tako ju, točku po točku, pretražuje u obliku rastera. Djelovanje snopa na površinu uzrokuje emisiju sekundarnih elektrona, koje je u emisijskom načinu rada moguće registrirati kao sliku na zaslonu katodne cijevi. S obzirom na način zapisivanja signala koji nastaju interakcijom elektronskoga snopa i površine razlikuju se refleksijski, apsorpcijski, transmisijski, rendgenski i katodoluminiscentni način rada.

### Primjena
Primjena elektronskoga mikroskopa vrlo je široka. Poznavanje strukture čvrstih tvari, o kojoj ovise njihova svojstva, može riješiti mnoge probleme kemije, fizike, metalurgije, mineralogije, geologije i biologije. Nizom elektronskomikroskopskih snimaka moguće je pratiti pojedine faze različitih procesa, kao na primjer proces razvijanja u fotografiji i proces katalize, istraživanjem strukture vlakana razjašnjavaju se makroskopska svojstva tkiva, a mogućnost promatranja svijeta bakterija i virusa, makromolekula, stanica i mnogih pojedinosti strukture organizma proširuje područje istraživanja biologije i medicine.

### Kvadrupol
Kvadrupol (lat. u složenicama quadru-: četvero-, prema quattuor: četiri + -pol) je sustav dvaju dipola na maloj udaljenosti i time u jakom međudjelovanju (interakciji), zbog čega je njegovo djelovanje na okolinu bitno drugačije od djelovanja dvaju dipola. Postoje magnetski i električni kvadrupoli. Općenito, niz pravilno razmještenih dipola može činiti multipol, pa je kvadrupol prvi član niza iza dipola. Proučavanje svojstava kvadrupola i općenito multipola važno je u teoriji elektromagnetskog zračenja, dok se kvadrupolni raspored elektroda rabi na primjer kao maseni filtar snopa iona ili kao elektrostatska leća, a kvadrupolni raspored magneta kao magnetska leća.